# 운수 오진 날
《운수 오진 날》은 2023년 11월 20일부터 2023년 12월 19일까지 방송되었던 TVING 오리지널 드라마였다.

## 기획 의도
택시기사 오택이 고액을 제시하는 장거리 손님을 태우고 가다 그가 연쇄살인마임을 깨닫게 되면서 공포의 주행을 시작하게 되는 이야기

## 제작진

### 극본
- 김민성 : 영화 《바람과 함께 사라지다》(각본, 각색), 영화 《반드시 잡는다》(각본)
- 송한나

### 연출
- 필감성 : 영화 《무사》(연출부), 영화 《결혼은, 미친 짓이다》(현장 편집), 영화 《말죽거리 잔혹사》(현장 편집), 영화 《어떤 약속》(감독), 영화 《인질》(각본, 감독) 연출
- 이승훈

## 등장 인물
- (†) 표시는 드라마 상에서 최종적으로 사망한 인물이다.

### 주요 인물
- 이성민 : 오택 역 - 돼지꿈을 꾼 어느 날 100만 원에 묵포행을 제안받는 택시기사
- 유연석 : 이병민 / 가짜 금혁수 역 - '오택'에게 묵포행을 제안하나 그 배경에는 자신이 저지른 살인을 덮고 밀항을 계획 중인 연쇄살인마. 본작의 메인 빌런이자 최종 보스
- 이정은 : 황순규 역 (†, 1회 ~ 7회) - 아들을 죽인 살인자 '금혁수'를 쫓는 처절한 심정의 엄마

### 서울서문경찰서
- 정만식 : 김중민 역 - 서울서문경찰서 형사1팀 형사

황순규가 도움을 요청하는 형사
- 남윤호 : 박 형사 역 - 서울서문경찰서 형사1팀 형사
- 이화정 : 이 형사 역 - 서울서문경찰서 형사1팀 형사
- 신현종 : 팀장 역 - 서울서문경찰서 형사1팀장

### 오택의 가족
- 홍사빈 (아역 양희원) : 오승현 역 - 오택의 아들

온라인 도박으로 거액을 날리는 등 사고뭉치.
- 정찬비 (아역 이승주) : 오승미 역 (†, 1회 ~ 7회) - 오택의 딸
- 우미화 : 장미림 역 (†, 1회 ~ 7회) - 오택의 전처.

### 황순규 주변인물
- 이강지 : 남윤호 역 (†) - 황순규의 아들
- 박환석 : 정이든 역 - 남윤호의 후배

### 이병민 주변인물
- 원미원 : 병민의 외할머니 역 - 이병민의 외할머니
- 정윤서 : 병민 모 역 - 이병민의 어머니
- 미상 : 사회적 지위가 있는 판사
- 미상 : 이병민의 외할아버지 역 - 이병민이 극중에서 외할아버지 도움없이도 이렇게 해냈다는 이병민의 말로 비추어볼때 명성이 있는 상당한 재력가 집안인것으로 보여짐

요양원에 있는 이병민의 아버지
- 한동희 : 윤세나 역 - 이병민의 고등학교 첫사랑

이병민이 무서워서 고등학교때 미국유학을 가게 됨.
- 주연우 : 공천석 역 (†) - 윤세나의 새남친

체육특기생, 이병민을 괴롭히는 환영(유령, 귀신), 이병민의 첫번째 희생자
- 오혜원 : 노현지 역 - 이병민의 아내. 만삭인 임산부
- 미상 : 진짜 금혁수 역 (†) - 외과의사

이병민이 애증 아닌 애증 관계로 금혁수의 스마트함과 사람을 아무렇지 않게 죽이는 대범함을 동경하고 따라하다가 증오까지 가서 모든 죄까지 뒤집어 쓰고 가짜 금혁수(이병민)에게 죽임 당하는 인물

### 그 외 인물
- 태항호 : 양승택 역 - 오택의 교대 근무 택시기사

전직 조폭 출신
- 최덕문 : 고주환 역 - 소망운수 정비팀장

오택이 유일하게 믿고 의지하는 친구
- 기은수 : 고채리 역 - 고주환의 딸, 오승현의 여자 친구
- 윤상화 : 오택의 조력자 역
- 오은서 : 건널목 여자 아이 역
- 김윤섭 : 트럭기사 역
- 김재범 : 정 사장 역
- 미상 : 밀항 브로커 역
- 왕준영 : 검문하는 경찰 역
- 미상 : 노숙자
- 조상익 : 택시 비상등을 보고 따라온 남성1
- 김준식 : 택시 비상등을 보고 따라온 남성2
- 윤상원
- 김주희
- 한승호
- 김민영
- 이민석
- 강석
- 안현빈
- 최윤빈
- 오종혁 : 산속 집 아줌마 경찰아들 역

### 특별출연
- 전현무 : 전현무 역 (1회)